# Escuela Preparatoria Kashmere
La Escuela Preparatoria Kashmere (Kashmere High School) es una escuela preparatoria en el noroeste de Houston. Como una parte del Distrito Escolar Independiente de Houston (HISD por sus siglas en inglés), se abrió en 1957. En 1968 se trasladó al actual sitio, y la Escuela Secundaria Francis Scott Key se abrió en el ex-sitio de Kashmere.
Desde 2002 y a partir de 2016, Kashmere tuvo problemas de desempeño académico. Desde 2005 a 2015, la comunidad de Kashmere protestó contra las propuestas para cerrar permanentemente la Preparatoria Kashmere debido a su bajo rendimiento académico. En 2016, oficial en jefe académico de HISD Grenita Lathan afirma que los problemas en las escuelas primarias y medias que tienen estudiantes que asisten a la Preparatoria Kashmere contribuyen a los problemas académicos en la preparatoria. Margaret Downing de la Houston Press afirma que la preparatoria ha tenido un "estigma duradero" debido a su bajo rendimiento académico.